# Pilota a mà

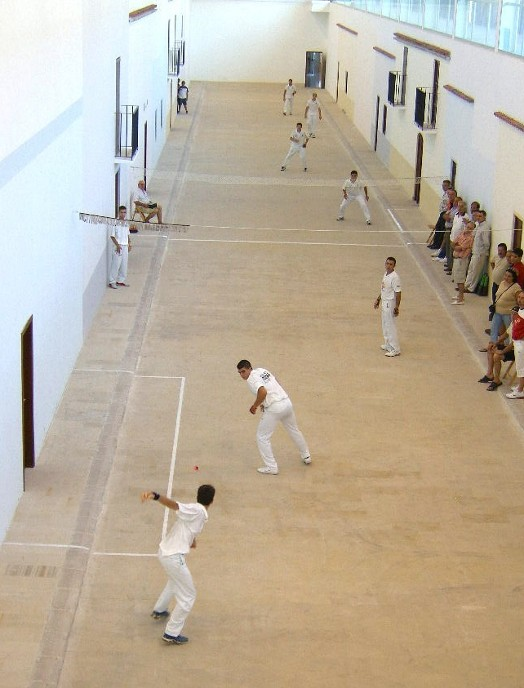
Partit de pilota valenciana a Benidorm.

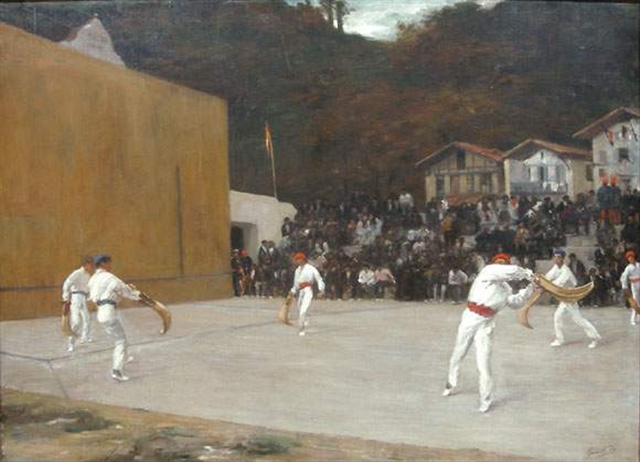
Partit de pilota basca (pintura a l'oli).

El joc de pilota recull al conjunt de jocs reglamentats que, arreu del món, es disputen amb una pilota.
A grans trets, es classifiquen en joc directe o indirecte. Essent directe quan els jugadors estan acarats, front a front (com a les modalitats tradicionals de pilota valenciana), i joc indirecte quan tots s'acaren a una mateixa paret (com és el cas del frontó, i la majoria de modalitats de pilota basca). A més, les diverses modalitats es diferencien en la pilota emprada, en si es colpeja la pilota amb la mà o amb cap eina, en les mesures i característiques de la pista de joc, així com en si la pilota ha de passar per sobre una corda o en els bots en terra que pot donar.
És un esport molt popular tant al País Valencià (pilota valenciana) com al País Basc (pilota basca). A Europa, les modalitats provenen de la Feninde, considerada l'origen de les llargues. Amb l'Imperi Romà, el joc evolucionaria cap a modalitats anomenades Pila Trigonalis, Pagnànica i Harpastum. També es va jugar a l'antic Egipte i a la resta de societats antigues.
A França, el jeu de paume va ser molt popular durant l'edat moderna, però va caure en desús arrel de la Revolució Francesa. A Itàlia hi ha vives diverses modalitats de Pallone. A Bèlgica, Països Baixos i la Picardia es juga a Kaatsen, Longue Paume i diferents denominacions. A Mallorca també tengué popularitat, però la seva pràctica decaigué després de la Guerra en detriment d'altres esports. Un dels espais més populars per practicar-lo fou el Triquet, al lloc on actualment hi ha Can Maneu; més tard, el 1935 s'inaugurà el Frontó Balear, el qual, quan fou clausurat el 1977, ja feia anys que es dedicava principalment a acollir altres esports.
Les diferents modalitats de joc han anat evolucionant, com a entreteniment durant l'edat mitjana, negoci o joc d'atzar a l'edat moderna, amb l'aparició de les travesses, i esport modern en l'actualitat.
A Amèrica hi trobem modalitats d'origen precolombí, que n'hi ha a Mèxic, Colòmbia, Equador i d'altres. A Argentina s'hi ha jugat a Pilota Valenciana, portada per immigrants valencians. Als EUA es juga a frontó, conegut com a American Handball. La pilota a mà va ser portada per immigrants irlandesos. La Pilota Irlandesa es juga amb pilota de goma contra un mur.

## Història del joc de pilota a Catalunya

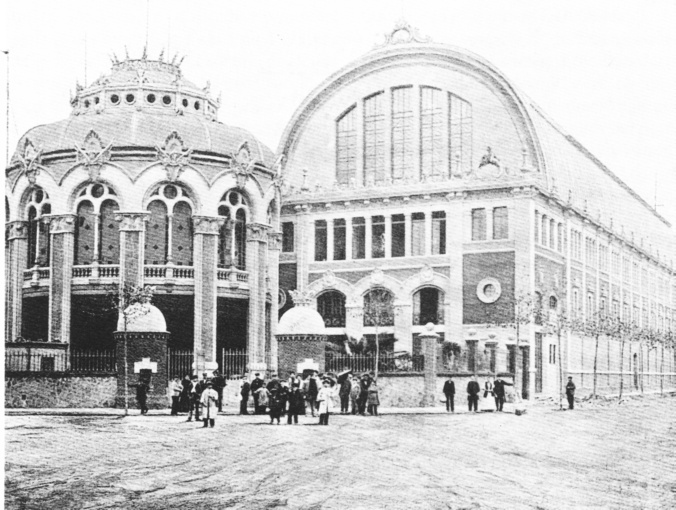
Frontó Barcelonès

El joc de pilota és un dels jocs més vells i populars que es coneixen. Ja era conegut pels antics egipcis, grecs, romans o maies. També es va difondre a l'edat mitjana. Es tenen notícies de la seva pràctica a València i Castelló de la Plana els anys 1391 i 1412. L'esport, però, no es va reglamentar fins a la darreria del segle xix.
Segons un llibre de 1840, a Barcelona hi havia un local per a "jocs de pilota". No queda clar quina mena de joc o jocs s'hi jugaven.
A final del segle xix es recuperà la seva pràctica a Catalunya i fou un dels esports que va tenir més èxit al tombant del canvi de segle, del xix al xx. Mentre al País Valencià es practicà en la versió de l'anomenada pilota valenciana (vegeu l'article Història de la pilota valenciana), a Catalunya la versió més popular fou la de la pilota basca.
Els primers frontons catalans foren el Frontó Barcelonès, el Comtal (del 1893, on es fundà la Real Sociedad de Sport Vasco) i el Principal Palace (de l'any 1914).
La pràctica principal era la de professionals de cistella-punta amb apostes. En els frontons curts, que aparegueren cap als anys 20, hi solien participar els amateurs en la modalitat remunto, pala, pala curta, paleta o front-tennis.
Als anys vint es creen més frontons a Barcelona, com el frontó llarg Novedades (construït entre 1926 i 1927), i els frontons curts Colom, Sol y Sombra, Chiqui i Comtal (segon frontó amb el mateix nom). L'afecció a aquest joc és molt alta, i la majoria de clubs de barri o casinos de poble acaben edificant una paret per la pràctica del frontó, ja sigui per jugar-hi amb la mà o d'altres modalitats. Els campionats de Catalunya i Espanya es reserven als jugadors afeccionats.
L'any 1924 es fusionen el Barcelonès i la Real Sociedad de Sport Vasco donant vida al Bascònia. La Federació Catalana de Pilota es formà el 1925. A les terres de l'Ebre es jugà a la modalitat de pilota valenciana anomenada frare a llocs com Alcanar, Ulldecona o Tortosa. A Tortosa l'any 1936 existia una canxa de joc.
Als anys 40 i 50 a Barcelona funcionaven gran quantitat de frontons. Entre els coberts, destacaren el Sol y Sombra, Principal Palacio, Novedades, Colom, Nuevo Mundo, Barcelona, Chiqui i Comtal. Entre els descoberts, destacaren la Independència, Amàlia, Poblenou o Bassegoda. Entre els clubs, els millors eren l'Atano i el Manista, en pilota mà; el Bascònia en cistella punta; i el Piscines i Esports i el CN Barcelona en mà i pala. Hi havia un gran ambient i les apostes estaven a l'ordre del dia. Pel Principal Palacio passaren els millors puntistes del món, però Catalunya destacà, principalment, pels jugadors afeccionats. En aquest aspecte destacaren homes com, Manuel Balet, Joaquim Balet, Barasona i Puigvert en cistella punta. En pala destacà Joan Vilà Reyes, qui més tard fou president de l'Espanyol, i els germans Massip (Pedrín I i Pedrín II). En pilota a mà destacaren el terrassenc Gudiol, així com Díaz, Medina, Pascual i Torres.

## Pilota de vent
Hi ha algun estudi que tracta aquest tema amb certa profunditat, citant nombrosos documents d'autors famosos (Alfons X de Castella - que va prohibir el joc de pilota, amb pena de presó, Erasme de Rotterdam, Rabelais, Calderón de la Barca, Baltasar de Castiglione, Scaino…).
Un dels testimonis més importants, pel que fa als detalls, és el de Lluís Vives (1493-1540). Vives escrigué una comparació entre el jeu de paume (jugat amb pilotes dures i raquetes amb encordat de budell) i el nostre joc de pilota (semblant al de la pilota valenciana actual i jugat amb "pilotes de vent". colpejades amb el palmell de la mà).
En aquest testimoni, Joan Lluís Vives parla del jeu de paume comparant les cordes de les raquetes parisenques d'aquell joc amb els bordons de budell de la sexta corda de la guitarra.Les exigències d'una raqueta de tenis pel que fa a l'encordat determina que les cordes de budell d'animal siguin molt adequades per a aquest ús.

## Jocs de pilota arreu del món
- Alemanya: Faustball
- Anglaterra: Fives: Eton fives i Rugby fives
- Argentina: Llargues
- Bèlgica: Ballpelote
- Colòmbia: Chazas
- Equador: Pilota equatoriana
- Estat espanyol:

- Canàries: Pilota canària
- País Basc: Pilota basca
- País Valencià: Pilota valenciana

- EUA: Wind-ball
- França: Jeu de paume, Longue paume
- Frísia (Països Baixos): Joc de pilota a mà frisó (Frisian Handball, Kaatsen, Keatsen)
- Gran Bretanya: Fives
- Irlanda: Pilota irlandesa (Gaelic Handball)
- Itàlia: Pallone
- Mèxic: Pelota tarasca
- Portugal: Punhobol
- Romania

La diferència entre joc directe i indirecte ha provocat l'existència de dues federacions internacionals:
- Federació Internacional de Pilota Basca
- CIJB: Confederació Internacional de Joc de Pilota

En aquesta darrera és on està integrada la Federació de Pilota Valenciana, i la que organitza, des del 1993, els Campionats Internacionals de Pilota: els anys parells un Mundial, i els anys senars un Europeu, en què per tal de reunir les modalitats escampades arreu es practica el frontó internacional (joc indirecte) i el joc internacional (joc directe).